# Groutiella chimborazensis
Groutiella chimborazensis là một loài Rêu trong họ Orthotrichaceae. Loài này được (Spruce ex Mitt.) Florsch. mô tả khoa học đầu tiên năm 1964.